# Andreaea erubescens
Andreaea erubescens är en bladmossart som beskrevs av C. Müller 1898. Andreaea erubescens ingår i släktet sotmossor, och familjen Andreaeaceae. Inga underarter finns listade i Catalogue of Life.